# Provinz Savannakhet
Savannakhet (laotisch ແຂວງສະຫວັນນະເຂດ) ist eine Provinz (Khwaeng) im Süden von Laos. Die Einwohnerzahl beträgt 1.070.000 (Stand: 2020). Hauptstadt ist die am Mekong gelegene gleichnamige Stadt Savannakhet.
Im Norden bildet die Provinz Khammuan, im Süden die Provinz Salavan, im Osten Vietnam und im  Westen Thailand die Grenze. 
Im Französisch-Thailändischen Krieg wurde die Stadt  Savannakhet bombardiert und später von der thailändischen Armee besetzt. Erst Ende 2006, als die zweite Thailändisch-Laotische Freundschaftsbrücke errichtet wurde, wurde eine direkte Verbindung nach Thailand geöffnet.

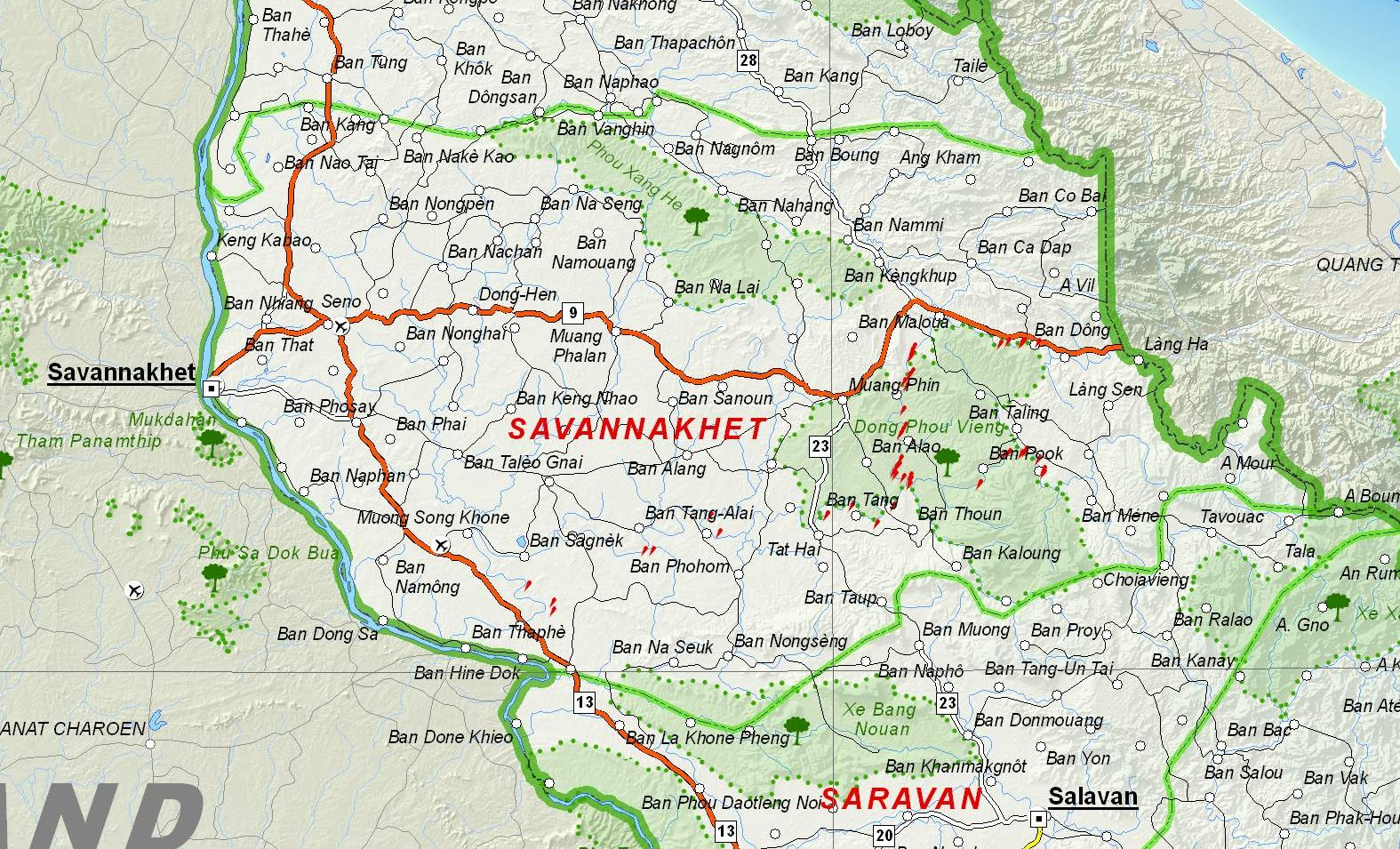

Etwa 40 km nördlich der Stadt  Sepon befindet sich ein Kupfertagebau mit mehr als 3400 Beschäftigten, der die wichtigste wirtschaftliche Grundlage in einer sonst strukturschwachen Region darstellt. Der Bergbau wird vom Unternehmen Lane Xang Minerals Limited (LXML) betrieben, an dem  MMG mit 90 % und die laotische Regierung mit 10 % beteiligt ist. Der größte Aktionär von MMG ist mit etwa 74 % China Minmetals Corporation (CMC).  2015 wurden in Sepon  89,253 Tonnen Kupfer produziert und seit 2002 mehr als 1,2 Millionen Unzen Gold gefördert.

## Administrative Unterteilung
Die Provinz besteht aus den folgenden Distrikten:
| Code  | Distrikt                   | Lao              |
| ----- | -------------------------- | ---------------- |
|       |                            |                  |
| 13-01 | Kaysone Phomvihane         | ເມືອງໄກສອນ ພົມວິຫານ |
| 13-02 | Outhoomphone               | ເມືອງອຸທຸມພອນ       |
| 13-03 | Atsaphangthong             | ອາດສະຟັງທອງ       |
| 13-04 | Phine                      | ເມືອງພີນ           |
| 13-05 | Sepone                     | ເມືອງເຊໂປນ        |
| 13-06 | Nong                       | ເມືອງນອງ          |
| 13-07 | Thapanthong (Thapangthong) | ເມືອງທ່າປາງທອງ     |
| 13-08 | Songkhone                  | ເມືອງສອງຄອນ       |
| 13-09 | Champhone                  | ເມືອງຈຳພອນ        |
| 13-10 | Xonbouli (Xonbuly)         | ເມືອງຊົນບຸລີ         |
| 13-11 | Xaybouli (Xaybuly)         | ເມືອງໄຊບູລີ         |
| 13-12 | Vilabouli (Vilabuly)       | ເມືອງວີລະບຸລີ        |
| 13-13 | Atsaphone                  | ເມືອງອາດສະພອນ     |
| 13-14 | Xayphoothong               | ເມືອງໄຊພູທອງ       |
| 13-15 | Thaphalanxay               | ເມືອງພະລານໄຊ      |